# HMS Hereward (H93)

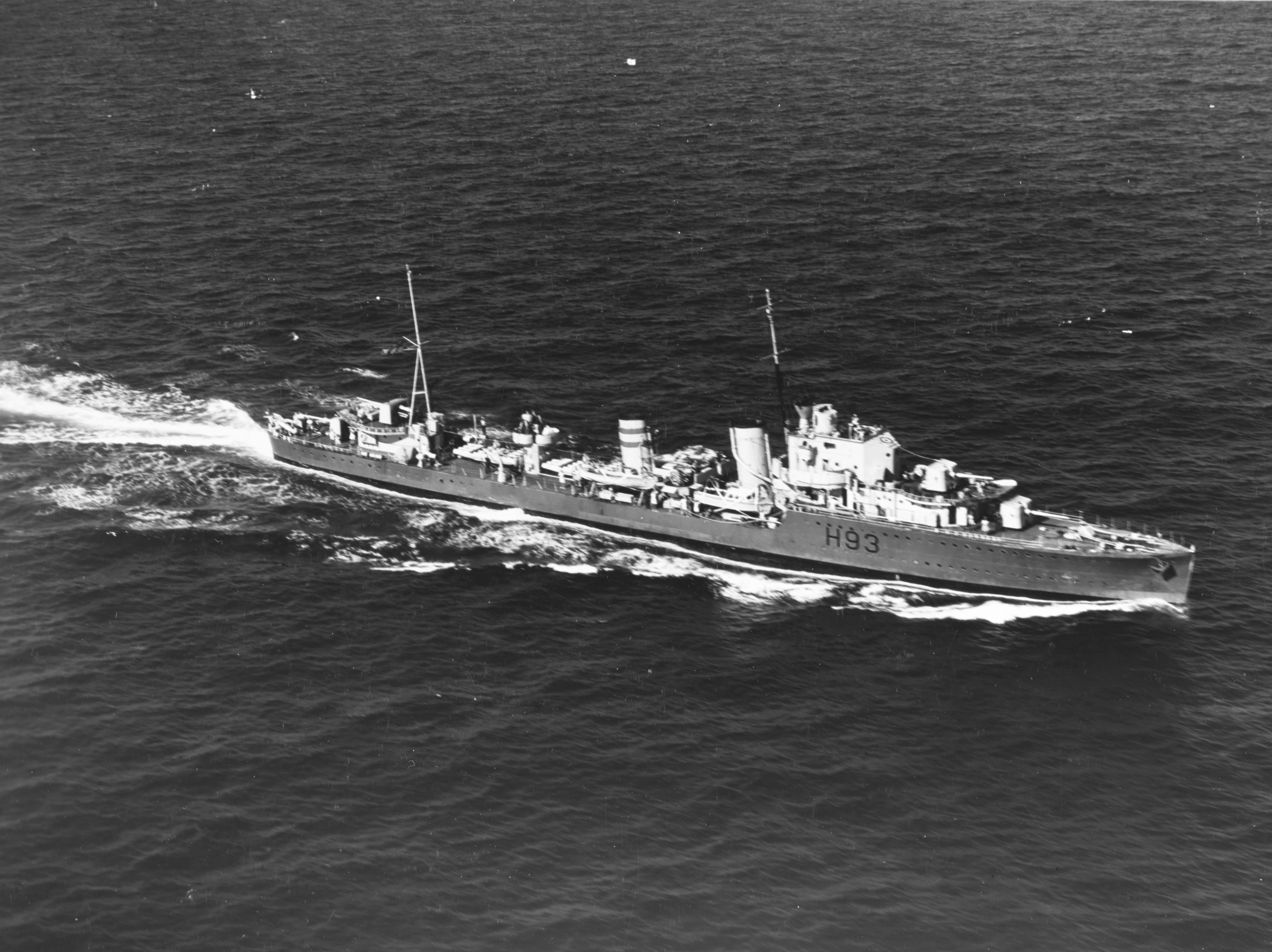
HMS Hereward in 1939

HMS Hereward (H93) was een H-klasse torpedobootjager gebouwd voor de  Engelse Marine in het midden van de jaren 1930. Zij maakte deel uit van de Middellandse Zee Vloot. Het schip bracht medio 1937 tijdens de Spaanse Burgeroorlog vier maanden door in Spaanse wateren. Ter handhaving van de blokkade door Groot-Brittannië en Frankrijk. Toen de Tweede Wereldoorlog begon in september 1939, was het schip in de Middellandse Zee, maar werd kort overgedragen aan de Zuid-Atlantische Command om jacht te maken op de Duitse handels raiders en blokkadebrekers. Hereward werd in mei 1940 overgebracht naar de Britse Homefleet. Ze bracht Koningin Wilhelmina van Hoek van Holland naar Engeland nadat de Duitsers waren binnengevallen.
Het schip deed weer dienst in de Middellandse Zee vloot later die maand, ze begeleidde konvooien naar Malta en van grotere schepen van de Britse vloot. Ze bracht een Italiaanse onderzeeër in december tot zinken en de Italiaanse torpedoboot Vega de volgende maand. Hereward nam deel aan de Slag bij Kaap Matapan in maart 1941 en hielp geallieerde troepen te evacueren uit Griekenland in april. In mei 1941 bracht het schip een aantal kleine schepen tot zinken van een Duits konvooi bij een poging om Duitse troepen op Kreta aan land te zetten. Later die maand werd ze gebombardeerd en tot zinken gebracht door Duitse duikbommenwerpers bij het evacueren van geallieerde troepen uit Kreta. Hierbij kwamen 76 opvarenden om het leven; de 89 overlevenden werden gered en krijgsgevangenen gemaakt door de Italianen.